# 格尔斯多夫
格尔斯多夫（法語：Gœrsdorf，法語發音：[ɡœʁsdɔʁf] ⓘ）是法国下莱茵省的一个市镇，属于阿格诺-维桑堡区。

## 地理
格尔斯多夫（48°57'6"N, 7°46'8"E）面积13.14 平方千米，位于法国大東部大區下莱茵省，该省份为法国大陆部分最东部的省份，是阿尔萨斯的一部分，今与上莱茵省组成了阿尔萨斯欧洲集体，其南至上莱茵省，西南接孚日省和默尔特-摩泽尔省，西接摩泽尔省，北与德国接壤，东侧沿莱茵河与德国相望。
与格尔斯多夫接壤的市镇（或旧市镇、城区）包括：迪耶方巴克莱沃埃尔、朗巴克、奥贝尔多尔斯帕克巴克、普勒斯克多尔、沃尔特。
格尔斯多夫的时区为UTC+01:00、UTC+02:00（夏令时）。

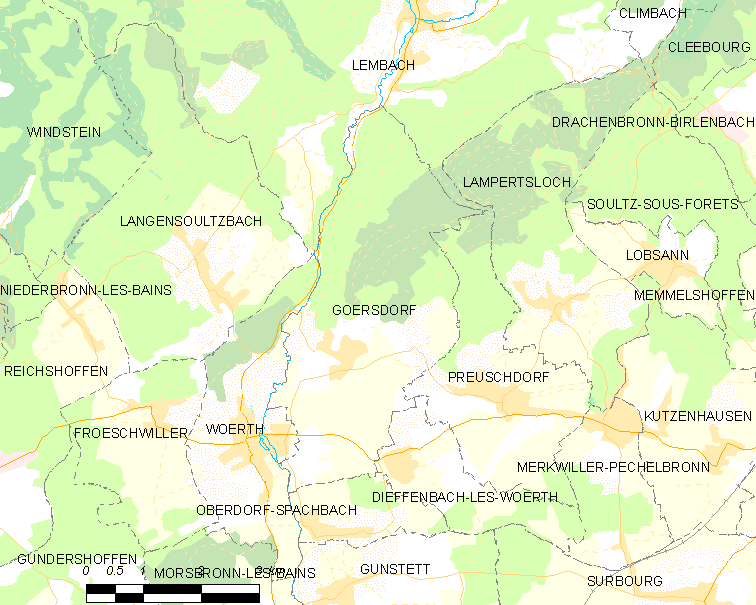
格尔斯多夫的OSM定位图

## 行政
格尔斯多夫的邮政编码为67360，INSEE市镇编码为67160。

## 政治
格尔斯多夫所属的省级选区为賴什索芬縣。

## 人口

1962-2008年间格尔斯多夫人口变化图示

格尔斯多夫于2022年1月1日时的人口数量为1054人。